# 弗里倫塞巴赫河
47°46′28.75″N 12°47′48.58″E / 47.7746528°N 12.7968278°E
弗里倫塞巴赫河是德國的河流，位於該國東南部，由巴伐利亞負責管轄，屬於大瓦爾達赫河的左支流，河道全長2.7公里，流域面積4平方公里。